# Sega AM2

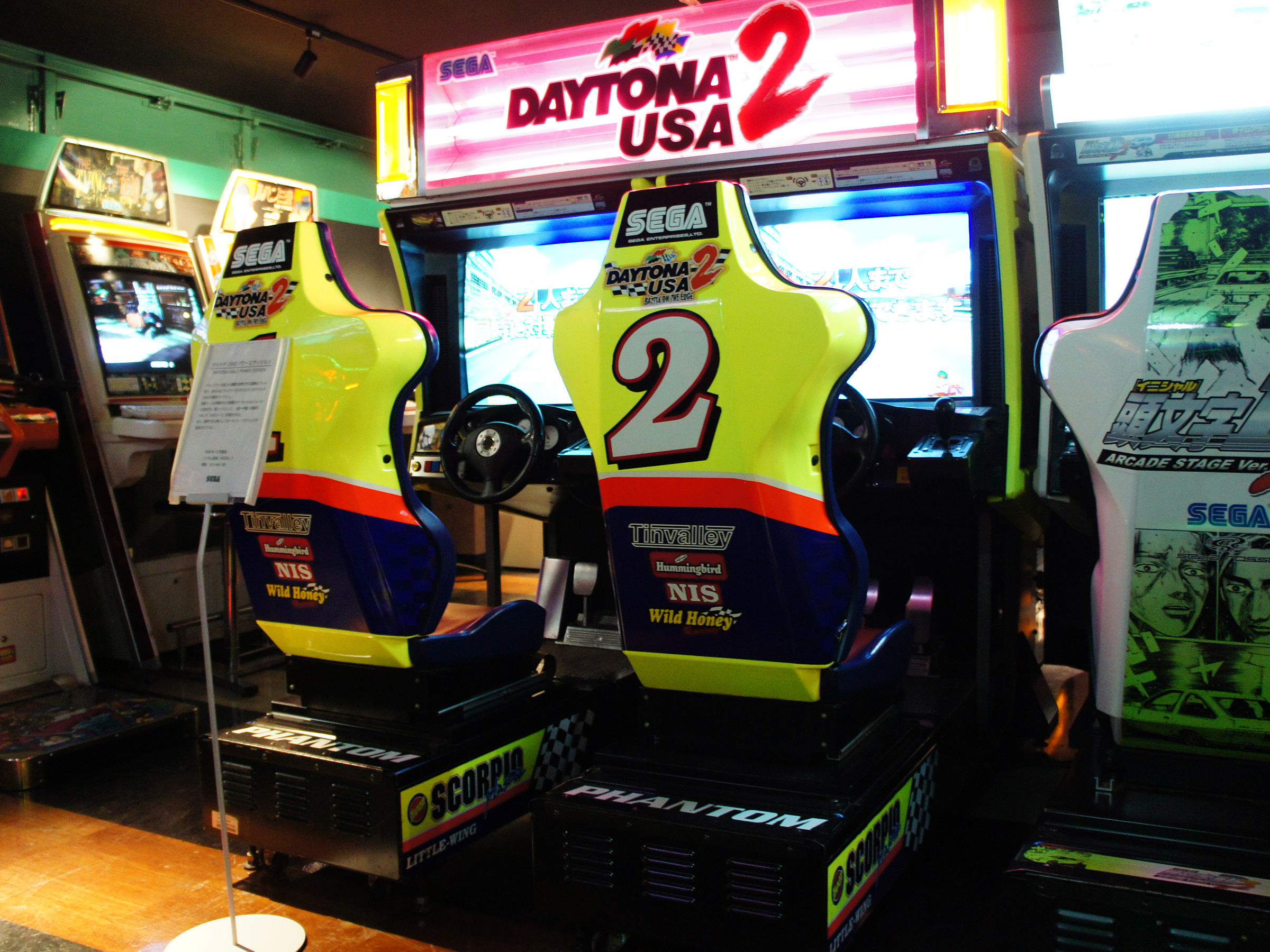
Das von SEGA AM2 entwickelte Daytona USA2

Sega AM2 (Sega Amusement Machine Research & Development Department #2) ist das erfolgreichste und bekannteste interne Entwicklerstudio des japanischen Spieleentwicklers Sega. Sega-AM2 wurde am 1. Oktober 1983 gegründet und hat 180 Angestellte (Stand: Mitte 2003). Präsident war bis zum 30. Juni 2003 der Spieledesigner Yu Suzuki, der von Hiroshi Kataoka abgelöst wurde.

## Entwickelte Spiele

### Arcade
Im Bereich Arcade wurden folgende Spiele entwickelt:
- After Burner II
- Arabian Fights
- Beach Spikers (japanisch)
- Daytona USA
- Daytona USA 2: Power Edition
- Dynamite Duke
- F1 Exhaust Note
- Ferrari 355 Challenge Passione Rossa
- Fighting Vipers
- G-LOC Air Battle
- GP Rider
- Hang-On
- Out Run
- OutRun2
- OutRun2SP: Special Tours
- Outtrigger (japanisch)
- Power Drift
- Quest of D
- R-360
- Scud Race (Europa)
- Sonic Championship
- SpikeOut (japanisch)
- Space Harrier
- Super GT
- Super Hang-On
- The King of Route 66
- Turbo OutRun
- Virtua Cop
- Virtua Cop 2
- Virtua Fighter
- Virtua Fighter 2
- Virtua Fighter 3
- Virtua Fighter 3tb
- Virtua Fighter 4
- Virtua Fighter 4: Evolution (japanisch)
- Virtua Fighter 4: Final Tuned
- Virtua Fighter Kids
- Virtua Racing
- WaveRunner 2

### PC Engine
Für PC Engine wurde folgendes Spiel entwickelt:
- Space Harrier

### Sega Master System
Für das Sega Master System waren es folgende Spiele:
- Dynamite Duke
- Out Run
- Space Harrier
- Space Harrier 3-D

### Sega Game Gear
Beim Sega Game Gear sind es:
- G-LOC Air Battle
- Out Run
- Space Harrier

### Sega Mega Drive
Für das Sega Mega Drive wurden folgende Spiele entwickelt:
- Dynamite Duke
- G-LOC Air Battle
- Out Run
- Rent A Hero (japanisch)
- Space Harrier II
- Super Hang-On
- Sword of Vermilion
- Turbo OutRun (Europa)
- Virtua Fighter 2
- Virtua Racing

### Sega 32X
Beim Sega 32X sind es
- After Burner
- Space Harrier
- Virtua Fighter
- Virtua Racing Deluxe

### Sega Saturn
Für den Sega Saturn sind das:
- Baku Baku
- Daytona USA
- Daytona USA (Demo Disc)
- Daytona USA: Championship Circuit Edition
- Digital Dance Mix featuring Namie Amuro (japanisch)
- Dynamite Deka (außerhalb Japans als Die Hard Arcade bekannt)
- Fighters MegaMix
- Fighting Vipers (japanisch)
- Hang On GP
- Hang On GP '95
- Power Drift
- Sega Ages Vol. 2: Space Harrier
- Sega Ages: OutRun
- Super GT
- Virtua Cop
- Virtua Cop (Demo Disc)
- Virtua Cop 2
- Virtua Fighter
- Virtua Fighter 2
- Virtua Fighter Kids
- Virtua Fighter Remix

### Sega Dreamcast
Für das Sega Dreamcast wurden diese Spiele entwickelt:
- 18-Wheeler American Pro Trucker
- Dynamite Deka 2
- Ferrari F355 Challenge
- Fighting Vipers 2
- Outtrigger
- Propeller Arena (nicht veröffentlicht)
- Shenmue Chapter 1: Yokosuka
- Shenmue II (japanisch und europäisch)
- Shenmue Special Limited Edition
- Shenmue US (japanisch)
- Virtua Cop 2 (japanisch und amerikanisch)
- Virtua Fighter 3tb
- Virtua Striker 2
- Virtual Striker 2: Ver. 2000.1 (Europa)

### Nintendo GameCube
Für den Nintendo GameCube gibt es:
- 18-Wheeler American Pro Trucker
- Beach Spikers
- Virtua Quest

### Commodore 64
Für den Commodore 64 wurden folgende Spiele entwickelt:
- Space Harrier
- Super Hang-On
- Turbo OutRun
- Outrun
- After Burner II

### PC
Für den PC gibt es:
- Daytona USA
- Outrun 2006 Coast 2 Coast
- Virtua Fighter
- Virtua Fighter 2
- Virtua Cop
- Virtua Cop 2

### Sony PlayStation 2
Bei der PlayStation 2 gibt es:
- 18-Wheeler: American Pro Trucker
- Aero Dancing 4: New Generation
- Aero Elite: Combat Academy
- Ferrari F355 Challenge
- Super Dimensional Fortress Macross
- The King of Route 66
- Virtua Cop Re-Birth (japanisch)
- Virtua Fighter 4
- Virtua Fighter 4: Evolution
- Virtua Quest

### Microsoft Xbox
Und auch für die Xbox wurden Spiele entwickelt:
- OutRun2
- Shenmue II